# Yazid ibn Ussayd as-Sulamí
Yazid ibn Ussayd (o Assid) as-Sulamí (àrab: يزيد بن أسيد السلمي, Yazīd ibn Usayd (o Asīd) as-Sulamī) fou ostikan o governador d'Armènia des de vers el 753 fins al 755, del 759 fins vers el 769 i del 774 a una data entre el 778 i el 780. Fou també governador de la Jazira. Segons al-Baladhurí la seva mare fou una filla del nakharar de Siunia o Sisakan, que havia estat feta presonera en una expedició de Muhàmmad ibn Marwan.
Els romans d'Orient, sota Constantí V, havien envaït Armènia el 751 i havien ocupat Melitene, Clàudia i Teodosiòpolis però no podien mantenir-les i les van evacuar el 752 després de destruir-les completament. Tota la població fou traslladada a territori imperial mes a l'oest.
El 753 el governador Yazid va anar a Teodosiòpolis (armeni Karin) i la va reconstruir però la va poblar d'àrabs. Als armenis que havien quedat els va obligar a fer-se càrrec de les necessitats dels nous colons àrabs.
Vers el 754 Yazid va decidir donar el títol de patrici i generalíssim a Isaac I Bagratuní, de la branca de Taron, que l'havia servit lleialment. Al mateix any els Bagratuní van perdre Baspracània que va passar a mans dels Arzerunis.
Vers el 755 el va substituir Sulaiman.
Fou nomenat per segon cop vers el 759 i va exercir uns deu anys. I nomenat per tercer cop el 774 en substitució de Hàssan ibn Qàhtaba i durant aquest govern va participar en les expedicions a l'Àsia Menor, a territori romà d'Orient. Va destacar també en diversos moments en lluites contra els khàzars i es va casar amb una filla del príncep o kan dels khàzars.
Vers el 778 (abans del 780) els armenis van demanar la seva substitució, que van obtenir del califa. El va substituir Uthman ibn Umara.